# Campeonato de España de Montaña
El Campeonato de España de Montaña es un campeonato basado en subidas o carreras de montaña que se celebra desde finales de los años 60, siendo organizado por la RFEDA.

## Historia y formato
Aunque no se sabe exactamente si pudo empezar en 1967, los primeros datos oficiales de las carreras en cuesta como campeonato independiente surgen del año 1968 con la separación de la FEA del RACE. Los dos años siguientes las subidas se disputan siendo puntuables para el Campeonato de España de Velocidad, pero de nuevo en 1971 se separan definitivamente las carreras en circuito de las carreras en subida. Las mismas tienen formato de contrarreloj, donde pilotos (generalmente sin copiloto) salen separados entre sí por varios segundos de separación de manera que el piloto no precisa adelantar rivales durante el recorrido. Los trazados, de entre 1 y 10 km de longitud, se recorren una o varias veces según el reglamento de cada prueba. A pesar de ser uno de sus atractivos principales, durante muchas de sus temporadas los pilotos que han participado con Fórmulas no han optado a premios en metálico con el objetivo de que no participen en gran cantidad ya que se les considera un vehículo demasiado peligroso para este tipo de competencia.
Actualmente el campeonato se divide en tres categorías dependiendo del tipo de vehículo con el que se participe:
- C1: GT, Turismos e Históricos
- C2: CN/E2-SC, Barquetas y CM+
- C3: E2-SH, Siluetas y Prototipos Nacionales, CM Promo y CM Junior

Para optar a clasificar en la clasificación final, hay que disputar como mínimo 3 pruebas de la temporada.

## Subidas
Listado de pruebas que fueron parte del campeonato:
- Subida Estepona-Peñas Blancas
- Subida al Fito
- Subida a Chantada
- Subida a "Les Revoltes d'Ibi"
- Subida a la Santa
- Subida Isla de Ibiza
- Subida a Ubrique
- Subida a la Bien Aparecida

## Campeones[4][5]
| Año       | Absoluto              |
| --------- | --------------------- |
| 1968      | Ben Heiderich         |
| 1969 1970 | (CECV)                |
| 1971      | Jorge de Bagration    |
| 1972      | Juan Fernández        |
| 1973      | Juan Fernández (II)   |
| 1974      | Eugenio Baturone      |
| 1975      | Juan Fernández (III)  |
| 1976      | Eugenio Baturone (II) |

| Año  | Vehículos Especiales (G5-G8) | Vehículos de Producción (G1-G4) |
| ---- | ---------------------------- | ------------------------------- |
| 1977 | Juan Fernández (IV)          | José Trabal                     |
| 1978 | Juan Fernández (V)           | José Trabal (II)                |

| Año  | G1-G6                | Turismos de Serie de F.N. | Turismos de F.N.     | Fórmulas de F.N.  |
| ---- | -------------------- | ------------------------- | -------------------- | ----------------- |
| 1979 | Juan Fernández (VI)  | Higinio Rodríguez         | Andrés Vilariño      | Pedro María Román |
| 1980 | Juan Fernández (VII) | Julio García              | Andrés Vilariño (II) | José L. Gómez     |

| Año  | Absoluto                         |
| ---- | -------------------------------- |
| 1981 | Juan Fernández (VIII)            |
| 1982 | Juan Fernández (IX)              |
| 1983 | Juan Fernández (X)               |
| 1984 | Andrés Vilariño (III)            |
| 1985 | Fermín Vélez                     |
| 1986 | Joan Vinyes Casanovas            |
| 1987 | Pancho Egozkue                   |
| 1988 | Pancho Egozkue (II)              |
| 1989 | Pancho Egozkue (III)             |
| 1990 | Luis Martínez                    |
| 1991 | Luis Martínez (II)               |
| 1992 | Luis Martínez (III)              |
| 1993 | Pancho Egozkue (IV)              |
| 1994 | Pancho Egozkue (V)               |
| 1995 | Aitor Zabaleta                   |
| 1996 | Aitor Zabaleta (II)              |
| 1997 | Aitor Zabaleta (III)             |
| 1998 | Aitor Zabaleta (IV)              |
| 1999 | Andrés Vilariño (IV)             |
| 2000 | Xavier Riera                     |
| 2001 | Roberto Méndez                   |
| 2002 | Roberto Méndez (II)              |
| 2003 | Roberto Méndez (III)             |
| 2004 | Carlos Hernández                 |
| 2005 | Luis Flores                      |
| 2006 | José Antonio López-Fombona       |
| 2007 | José Antonio López-Fombona (II)  |
| 2008 | José Antonio López-Fombona (III) |
| 2009 | José Antonio López-Fombona (IV)  |
| 2010 | José Antonio López-Fombona (V)   |

| Año  | C1                              | C2                 |
| ---- | ------------------------------- | ------------------ |
| 2011 | José Antonio Aznar              | Óscar Palacio      |
| 2012 | Manuel Cabo                     | Óscar Palacio (II) |
| 2013 | José Antonio López-Fombona (VI) | Javi Villa         |

| Año  | C1                                | C2                  | C3                               |
| ---- | --------------------------------- | ------------------- | -------------------------------- |
| 2014 | Ángela Vilariño                   | Javier Villa (II)   | Raúl Borreguero                  |
| 2015 | Andrés Vilariño (V)               | Javier Villa (III)  | Humberto Janssens                |
| 2016 | Joseba Iraola                     | Javier Villa (IV)   | Humberto Janssens (II)           |
| 2017 | Javier Villa (V)                  | César Rodríguez     | José Antonio Aznar (II)          |
| 2018 | Joseba Iraola (II)                | Garikoitz Flores    | Gerard de la Casa                |
| 2019 | Javier Villa (VI)                 | Domingo Estrada     | José Antonio López-Fombona (VII) |
| 2020 | Javier Villa (VII)                | Raúl Ferré          | Humberto Janssens (III)          |
| 2021 | José Antonio López-Fombona (VIII) | Javier Villa (VIII) | Mario Asenjo                     |
| 2022 | Gerard de la Casa (II)            | Javier Villa (IX)   | Mario Asenjo (II)                |
| 2023 | Jordi Gaig                        | Joseba Iraola (III) | Javier Villa (X)                 |
| 2023 | Javier Villa (XI)                 | Joseba Iraola (IV)  | Benito Pérez                     |